# 西宮市
西宮市（日语：／ Nishinomiya shi */?）是位於日本兵庫縣東南部的城市，地處俗稱的阪神地區（大阪市至神戶市之間的地區）。根據2023年6月的統計，人口約48萬，為兵庫縣第三大的城市，現為中核市之一。
轄區內被通稱為西宮七園的甲子園、昭和園、甲風園、甲東園、甲陽園、苦樂園、香櫨園為關西著名的高級住宅區，其中的甲子園也是著名的棒球場阪神甲子園球場所在地，日本職棒阪神虎的主場即位於此，高中棒球選拔高等學校野球大會及全國高等學校野球選手權大會也在此舉行。
西宮與神戶市東部在過去同屬知名的產酒地灘五鄉，至今清酒仍為西宮的特產，此外西宮的傳統特產還有名鹽和紙、竹細工、日本蜡烛。

## 人口
| 西宮市人口分布圖 |                                               |  |
| 西宮市與日本全國年齡別人口分布比較圖 （2005年資料） | 西宮市的年齡、男女別人口分布圖 （2005年資料） |  |
| ■紫色是西宮市 ■綠色是全国 | ■藍色是男性 ■紅色是女性                       |  |
| 西宮市人口變化 \| 1970年 \| 377,043人 \| \| \| 1975年 \| 400,622人 \| \| \| 1980年 \| 410,329人 \| \| \| 1985年 \| 421,267人 \| \| \| 1990年 \| 426,909人 \| \| \| 1995年 \| 390,389人 \| \| \| 2000年 \| 438,105人 \| \| \| 2005年 \| 465,337人 \| \| \| 2010年 \| 482,640人 \| \| \| 2015年 \| 487,850人 \| \| \| 2020年 \| 485,587人 \| \| |                                               |  |
| 資料來源：日本總務省統計中心提供之人口普查數據 |                                               |  |
| 1970年 | 377,043人                                     |  |
| 1975年 | 400,622人                                     |  |
| 1980年 | 410,329人                                     |  |
| 1985年 | 421,267人                                     |  |
| 1990年 | 426,909人                                     |  |
| 1995年 | 390,389人                                     |  |
| 2000年 | 438,105人                                     |  |
| 2005年 | 465,337人                                     |  |
| 2010年 | 482,640人                                     |  |
| 2015年 | 487,850人                                     |  |
| 2020年 | 485,587人                                     |  |

## 歷史
西宮的歷史可以追溯到彌生時代，轄區內發現有多個彌生時代的聚落遺跡，也有古墳時代的古墳。
「西宮」名字的由來是建於平安時代的西宮神社，14世紀此地建立了瓦林城，16世紀的戰國時代中又建立了越水城；由於位於京都前往日本西部各國的路徑上，自安土桃山時代之後本地建成了不少宿場。
在江戶時代，西宮屬於尼崎藩及幕府直轄領地的邊境上；在江戶時代後期開始製作清酒。
1874年起，大阪至神戶之間的鐵路陸續通車，位於中間的西宮也跟著開始發展，並逐漸成為大阪的衛星城市。
1889年日本實施町村制時，設置了武庫郡西宮町，當時的武庫郡郡公所也設於西宮町內。1925年改制為西宮市，1933年起同屬武庫郡的今津町、芝村、大社村、甲東村、瓦木村、鳴尾村及有馬郡的山口村、鹽瀨村先後併入西宮市。

### 沿革
- 1889年4月1日：日本實施町村制，現在的轄區範圍在當時分屬：
  - 武庫郡：西宮町、今津村、芝村、大社村、甲東村、瓦木村、鳴尾村。
  - 有馬郡：山口村、鹽瀨村。
- 1921年9月21日：今津村改制為今津町。
- 1925年4月1日：改制為西宮市。[3]
- 1933年4月1日：今津町、芝村、大社町被併入西宮市。
- 1941年2月11日：甲東村被併入西宮市。
- 1942年5月1日：瓦木村併被入西宮市。
- 1951年4月1日：鳴尾村、山口村和鹽瀨村被併入西宮市。

### 變遷表
| 1889年4月1日 | 1889年-1926年       | 1926年-1944年           | 1944年-1954年           | 1954年-1989年 | 1989年-現在 | 現在   |
| ------------ | ------------------- | ----------------------- | ----------------------- | ------------- | ----------- | ------ |
| 西宮町       | 1925年4月1日 西宮市 | 1925年4月1日 西宮市     | 西宮市                  | 西宮市        | 西宮市      | 西宮市 |
| 今津村       | 1921年9月1日 今津町 | 1933年4月1日 併入西宮市 | 西宮市                  | 西宮市        | 西宮市      | 西宮市 |
| 大社村       |                     | 1933年4月1日 併入西宮市 | 西宮市                  | 西宮市        | 西宮市      | 西宮市 |
| 芝村         |                     | 1933年4月1日 併入西宮市 | 西宮市                  | 西宮市        | 西宮市      | 西宮市 |
| 甲東村       | 甲東村              | 1941年2月1日 併入西宮市 | 西宮市                  | 西宮市        | 西宮市      | 西宮市 |
| 瓦木村       | 瓦木村              | 1942年5月5日 併入西宮市 | 西宮市                  | 西宮市        | 西宮市      | 西宮市 |
| 鳴尾村       | 鳴尾村              | 鳴尾村                  | 1951年4月1日 併入西宮市 | 西宮市        | 西宮市      | 西宮市 |
| 山口村       |                     |                         | 1951年4月1日 併入西宮市 | 西宮市        | 西宮市      | 西宮市 |
| 鹽瀨村       |                     |                         | 1951年4月1日 併入西宮市 | 西宮市        | 西宮市      | 西宮市 |

## 行政

### 歷任市長
1. 紅野太郎　：1924年 8月13日～1933年 8月12日[3]
2. 蔭山品次　：1933年12月21日～1938年12月 3日
3. 松尾園治　：1938年12月 4日～1942年12月 3日
4. 中松龜太郎：1943年 1月11日～1946年 2月 4日
5. 辰馬夘一郎：1946年 3月 2日～1959年 4月29日
6. 田島淳太郎：1959年 4月30日～1963年 4月29日
7. 辰馬龍雄　：1963年 4月30日～1975年 4月29日
8. 奧五一　　：1975年 4月30日～1980年10月 7日
9. 八木米次（日语：八木米次）　：1980年11月23日～1992年11月22日
10. 馬場順三　：1992年11月23日～2000年11月22日
11. 山田知（日语：山田知）　　：2000年11月23日～2010年 4月20日
12. 河野昌弘（日语：河野昌弘）　：2010年 5月16日～2014年 5月15日
13. 今村岳司（日语：今村岳司）　：2014年 5月16日～2018年 2月20日
14. 石井登志郎：2018年 4月15日～現任[4]

## 以西宮市為主要根據地的知名企業
- 株式會社阪神虎
- 日本盛（本社）

## 交通

### 鐵路
- 西日本旅客鐵道
  - 山陽新幹線：路線通過轄區內，但未設有車站。
  - 東海道本線（JR神戶線）：（←尼崎市） - 甲子園口車站 - 西宮車站 - 櫻夙川車站 - （蘆屋市→）
  - 福知山線（JR寶塚線）：（←寶塚市） - 生瀨車站 - 西宮名鹽車站 - （寶塚市→）
- 阪急電鐵
  - 神戶本線：（←尼崎市） - 西宮北口車站 - 夙川車站 - （蘆屋市→）
  - 今津線：今津車站 - 阪神國道車站 - 西宮北口車站 - 門戶厄神車站 - 甲東園車站 - （寶塚市）
  - 甲陽線：夙川駅車站 - 苦樂園口車站 - 甲陽園車站
- 阪神電氣鐵道
  - 阪神本線：（←尼崎市） - 武庫川車站 - 鳴尾·武庫川女子大前車站 - 甲子園車站 - 久壽川車站 - 今津車站 - 西宮車站 - 香櫨園車站 - （蘆屋市→）
  - 武庫川線：武庫川車站 - 東鳴尾車站 - 洲先車站 - 武庫川團地前車站

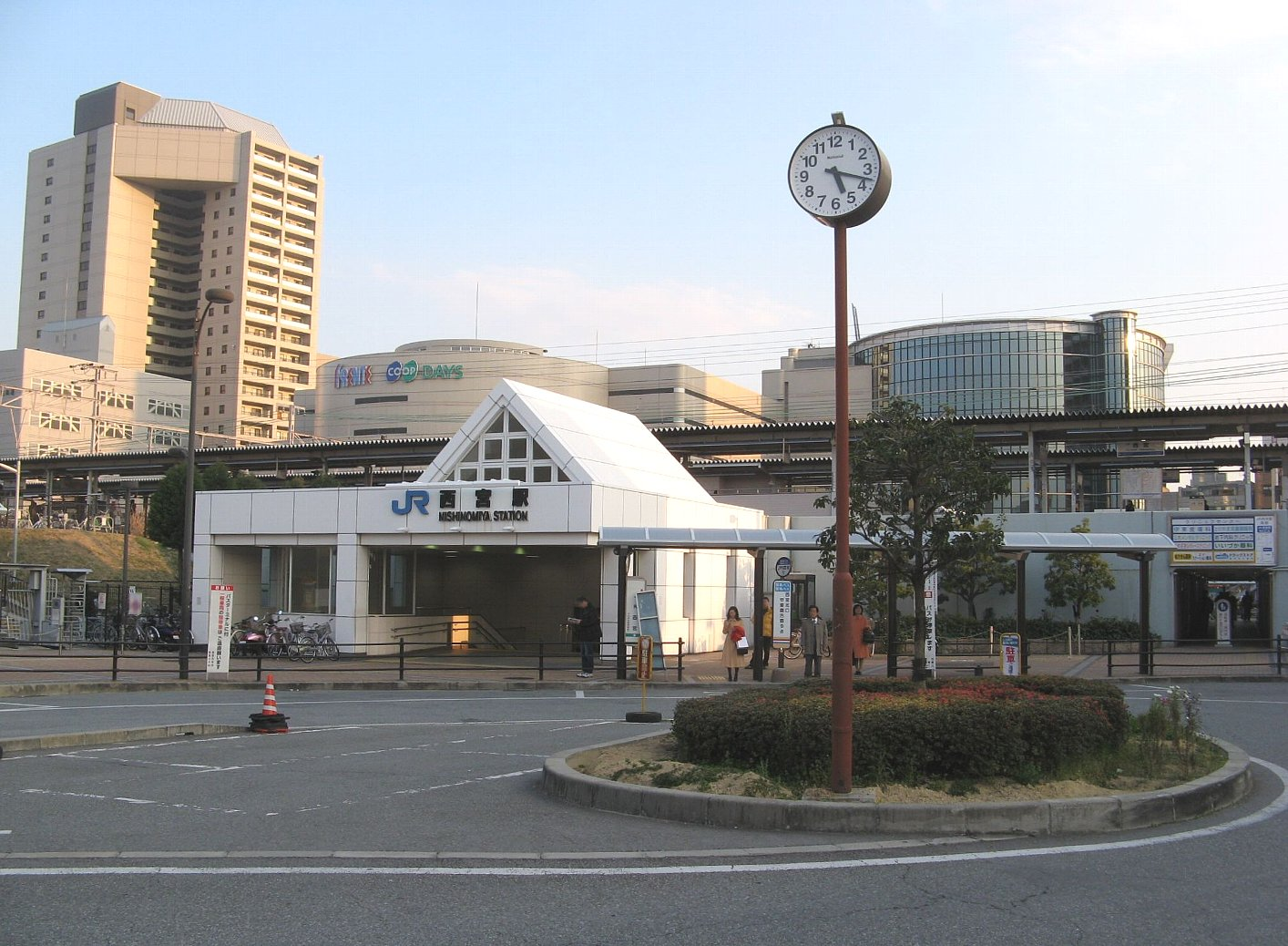
JR西宮車站
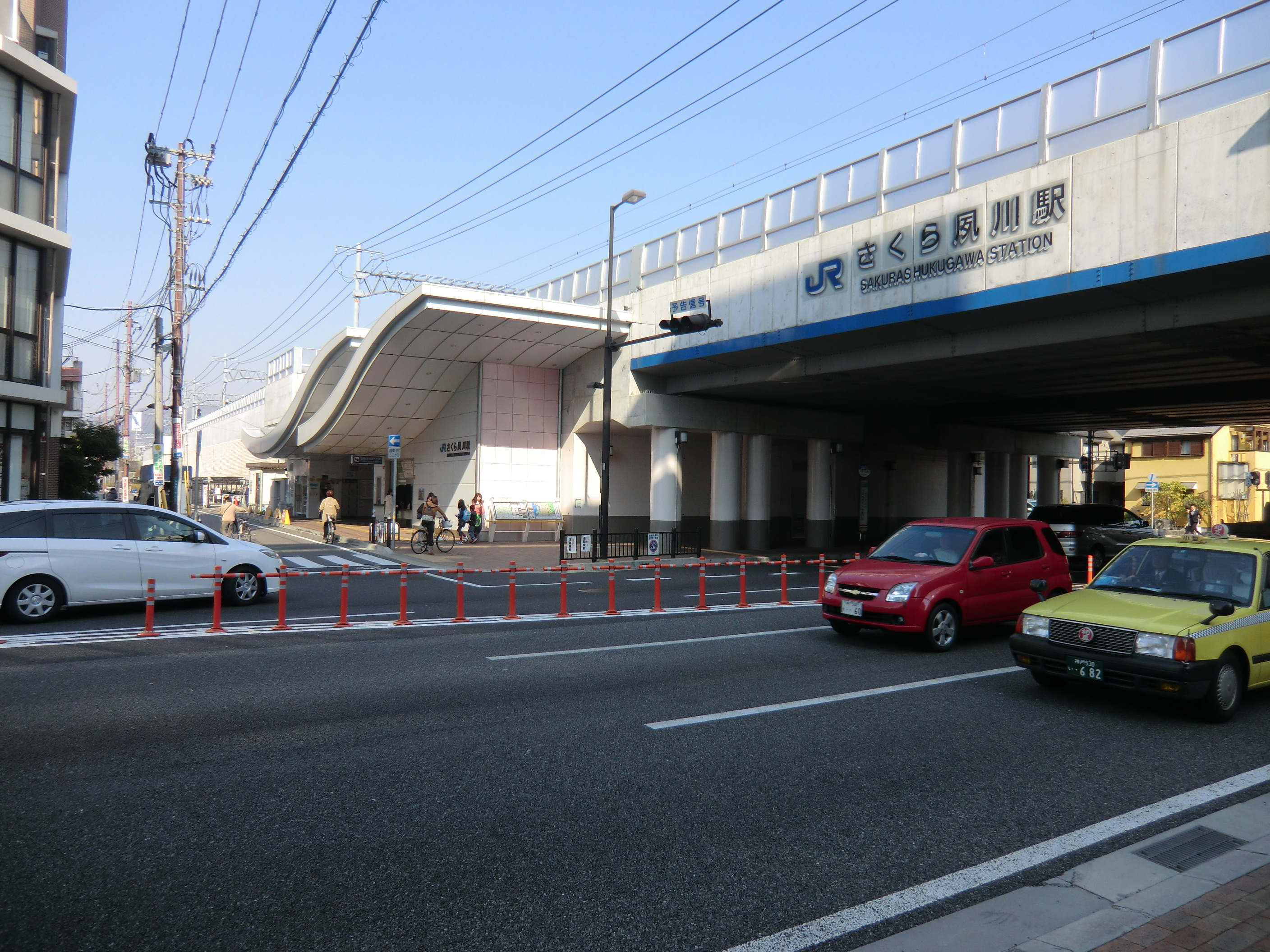
JR櫻夙川車站
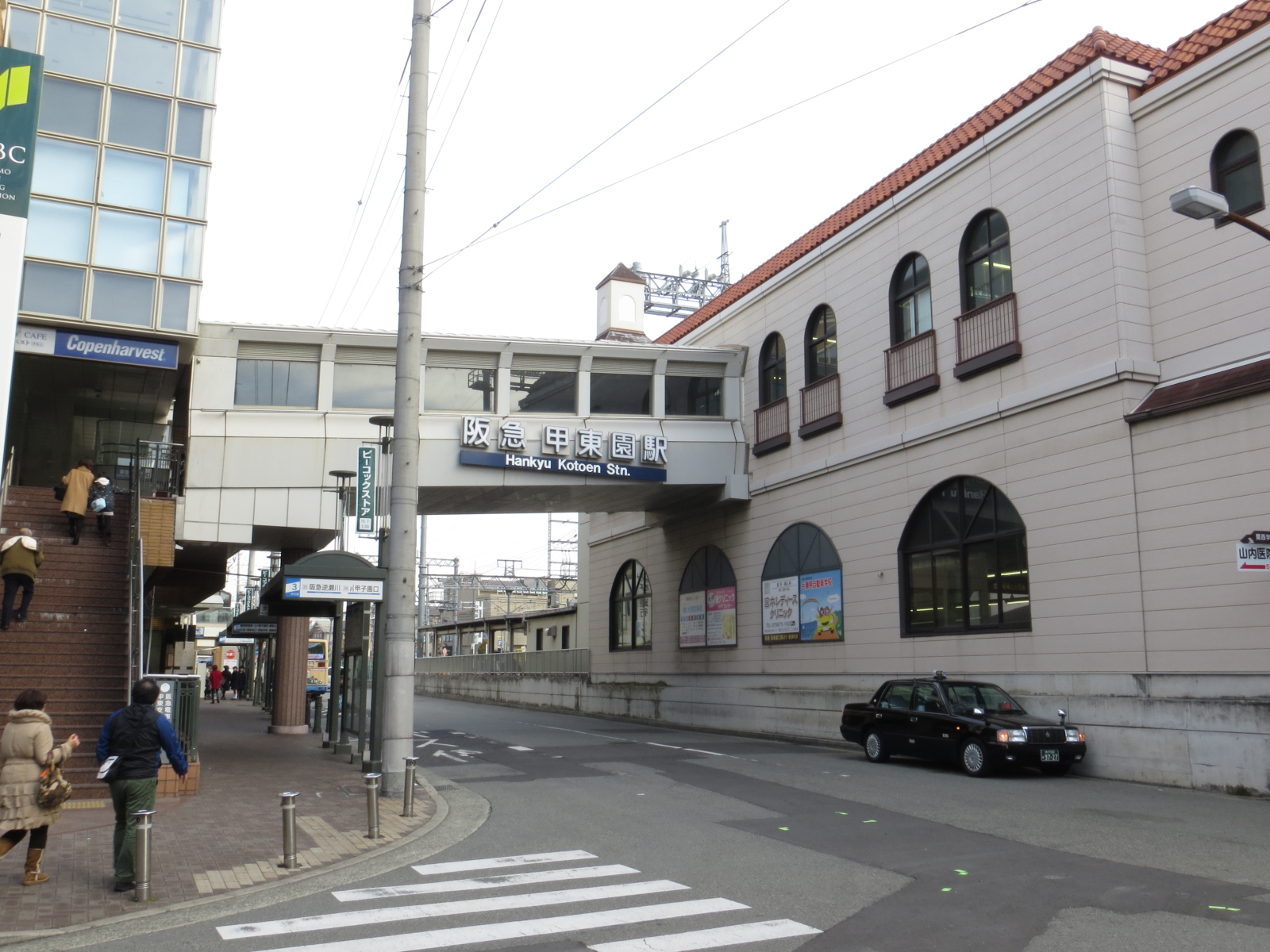
阪急電鐵甲東園車站
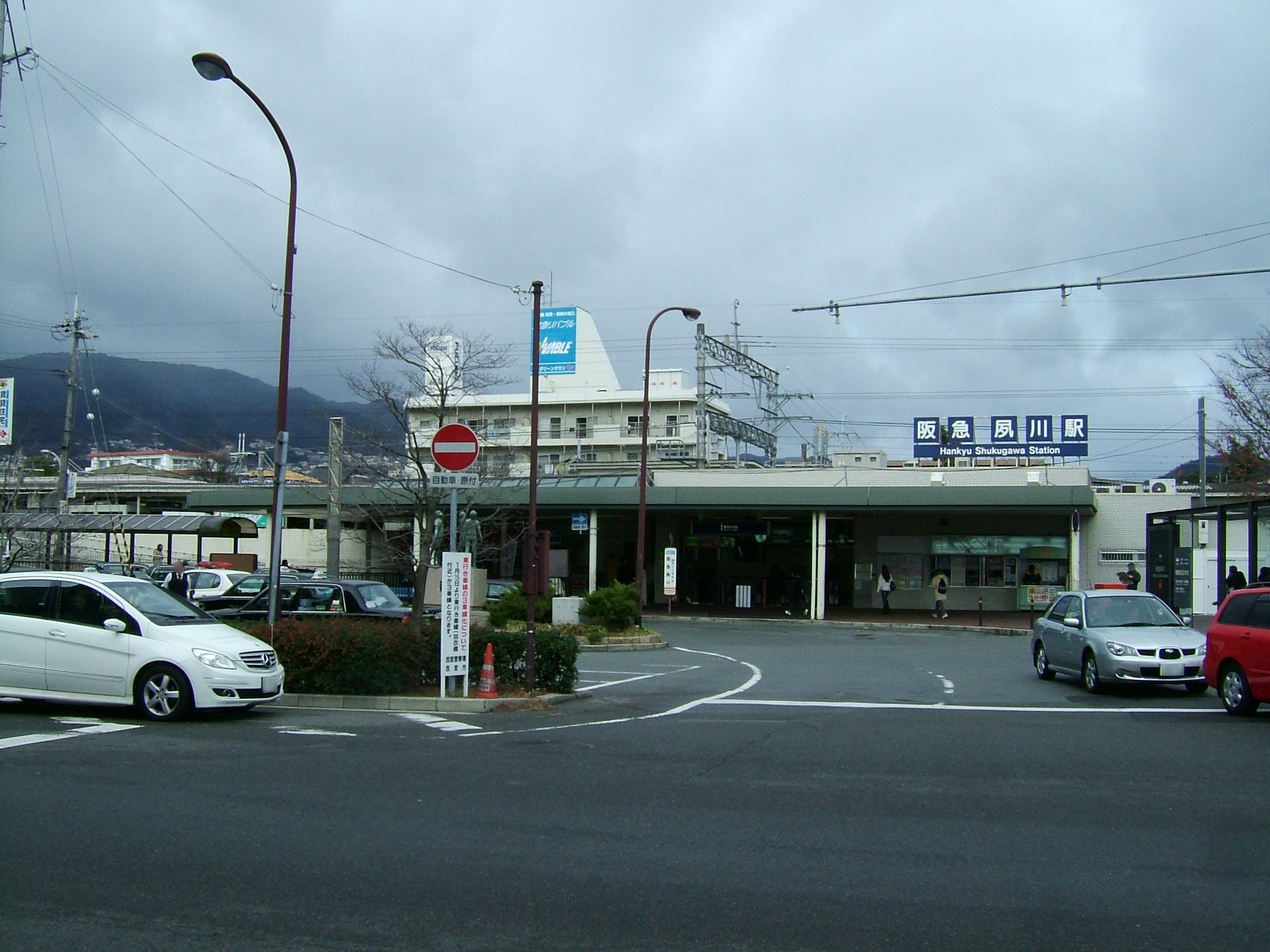
阪急電鐵夙川車站
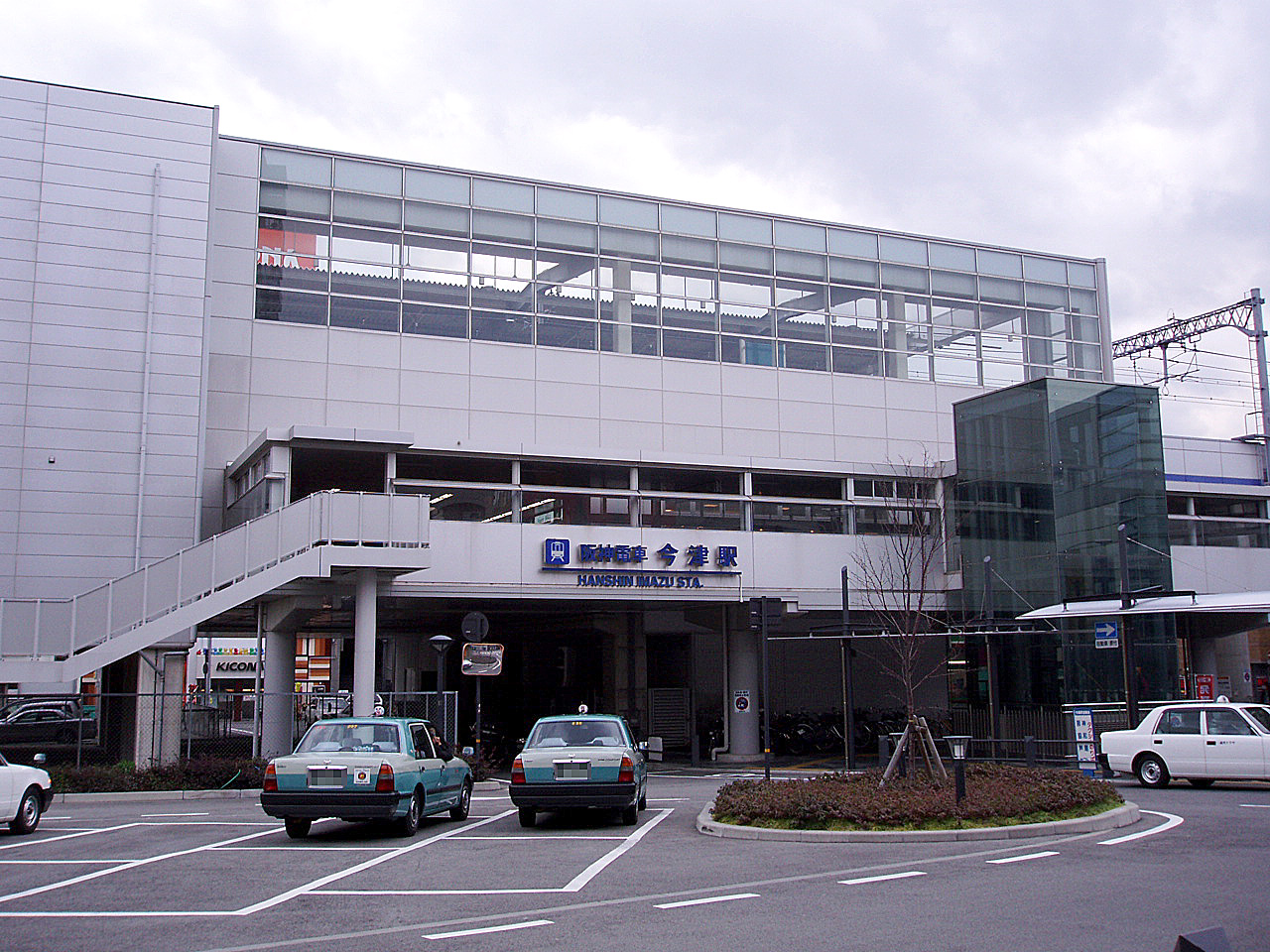
阪神電鐵金津車站
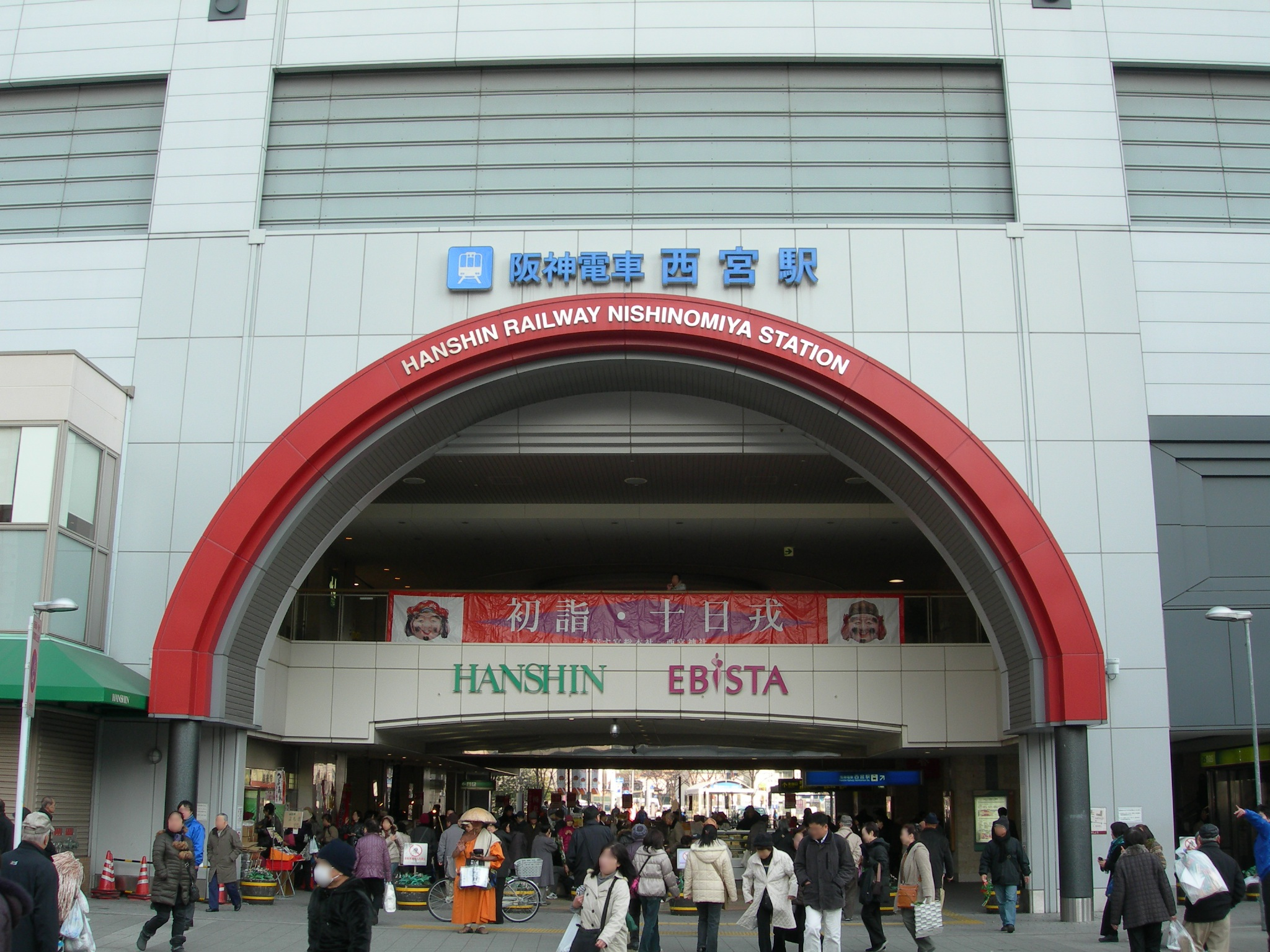
阪神電鐵西宫車站
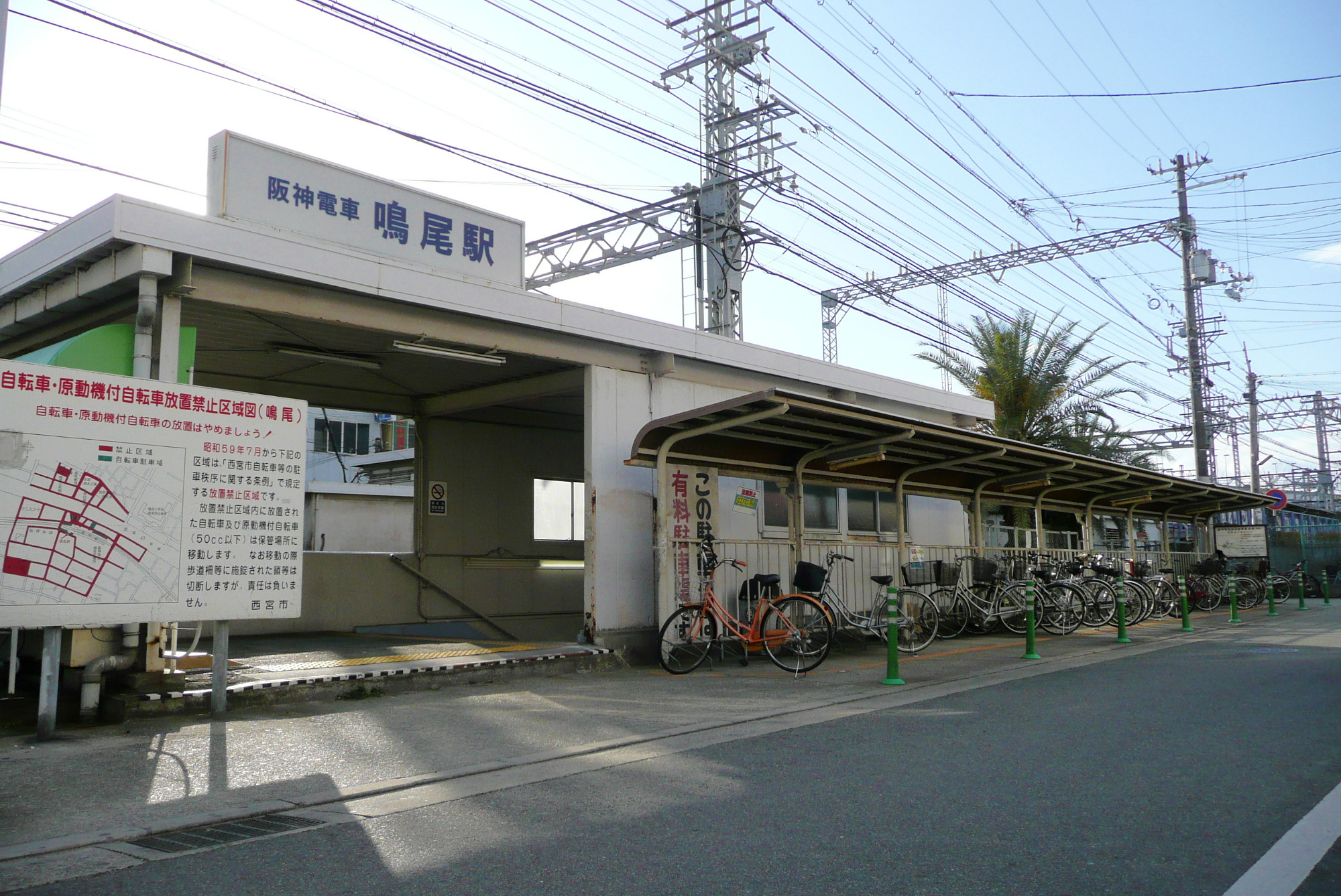
阪神電鐵鳴尾·武庫川女子大前車站
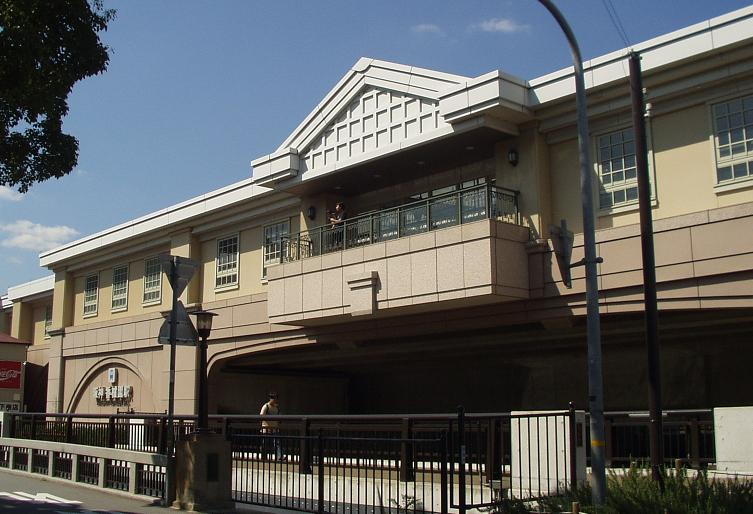
阪神電鐵香櫨園車站

### 公路
高速道路
- 名神高速道路：（尼崎市） - 西宮交流道
- 中國自動車道：（寶塚市） - 西宮名鹽服務區 - 西宮山口系統交流道 - 西宮北交流道 - （神戶市）
- 阪神高速3號神戶線
- 阪神高速5號灣岸線
- 阪神高速7號北神戶線

國道
- 國道2號、國道43號、國道171號（日语：国道171号）、國道176號（日语：国道176号）

## 觀光資源
- 蓬萊峽
- 兵庫縣立甲山森林公園（日语：兵庫県立甲山森林公園）
- 北山綠化植物園（日语：北山緑化植物園）

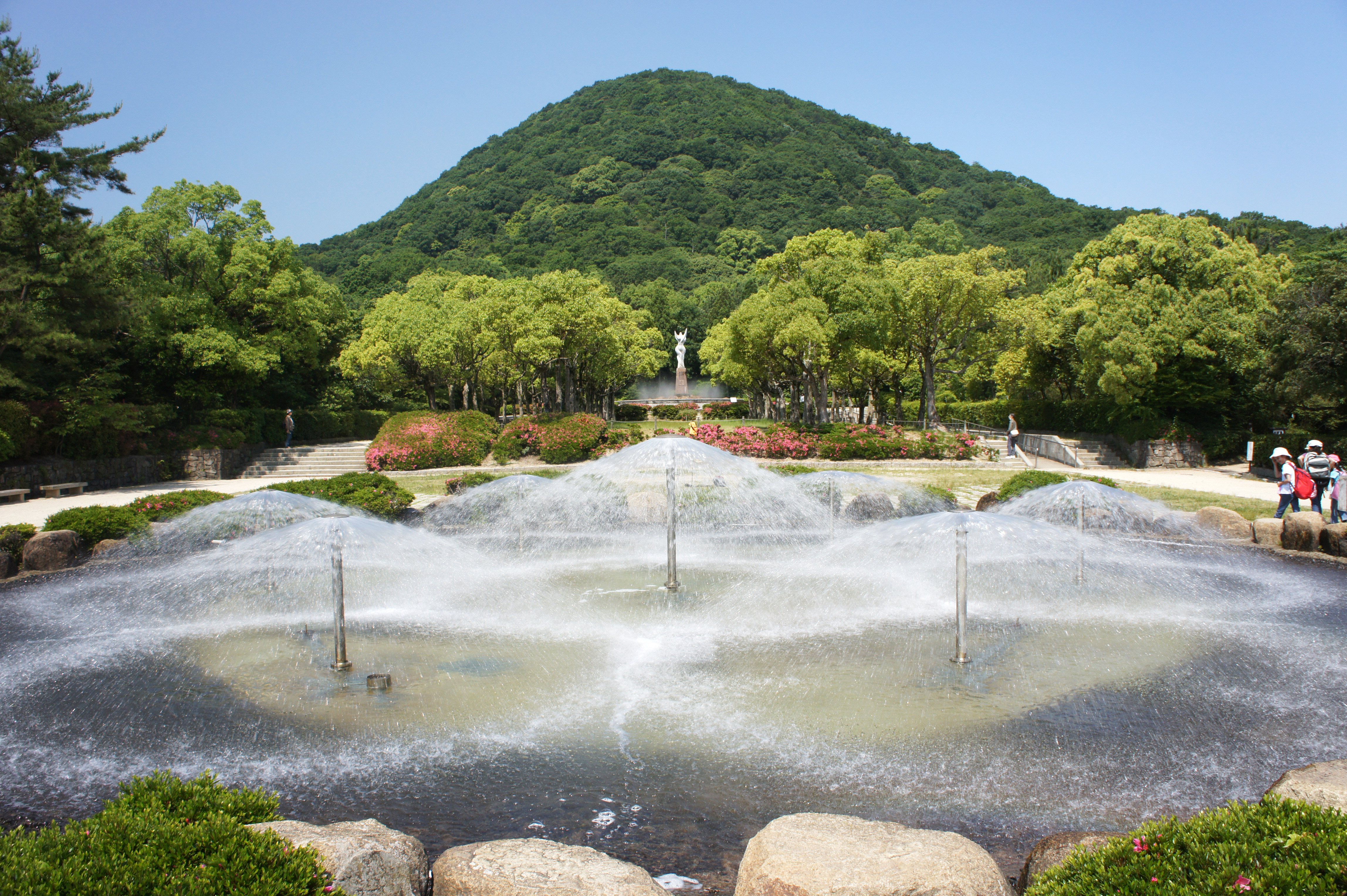
兵庫縣立甲山森林公園

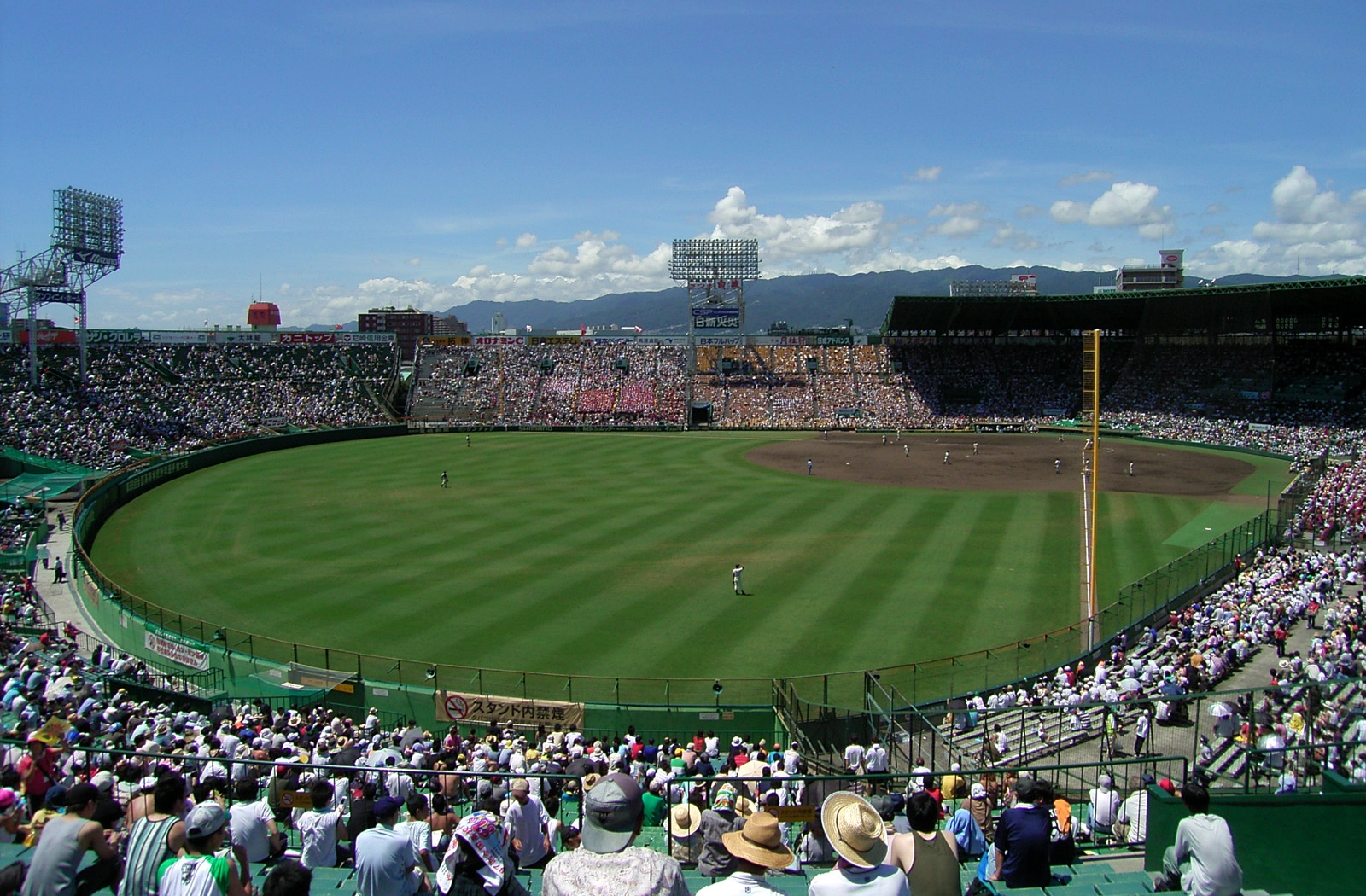
阪神甲子園球場

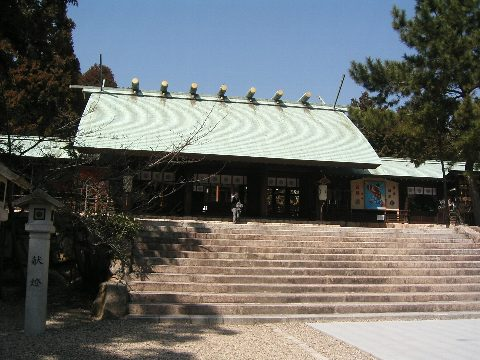
廣田神社

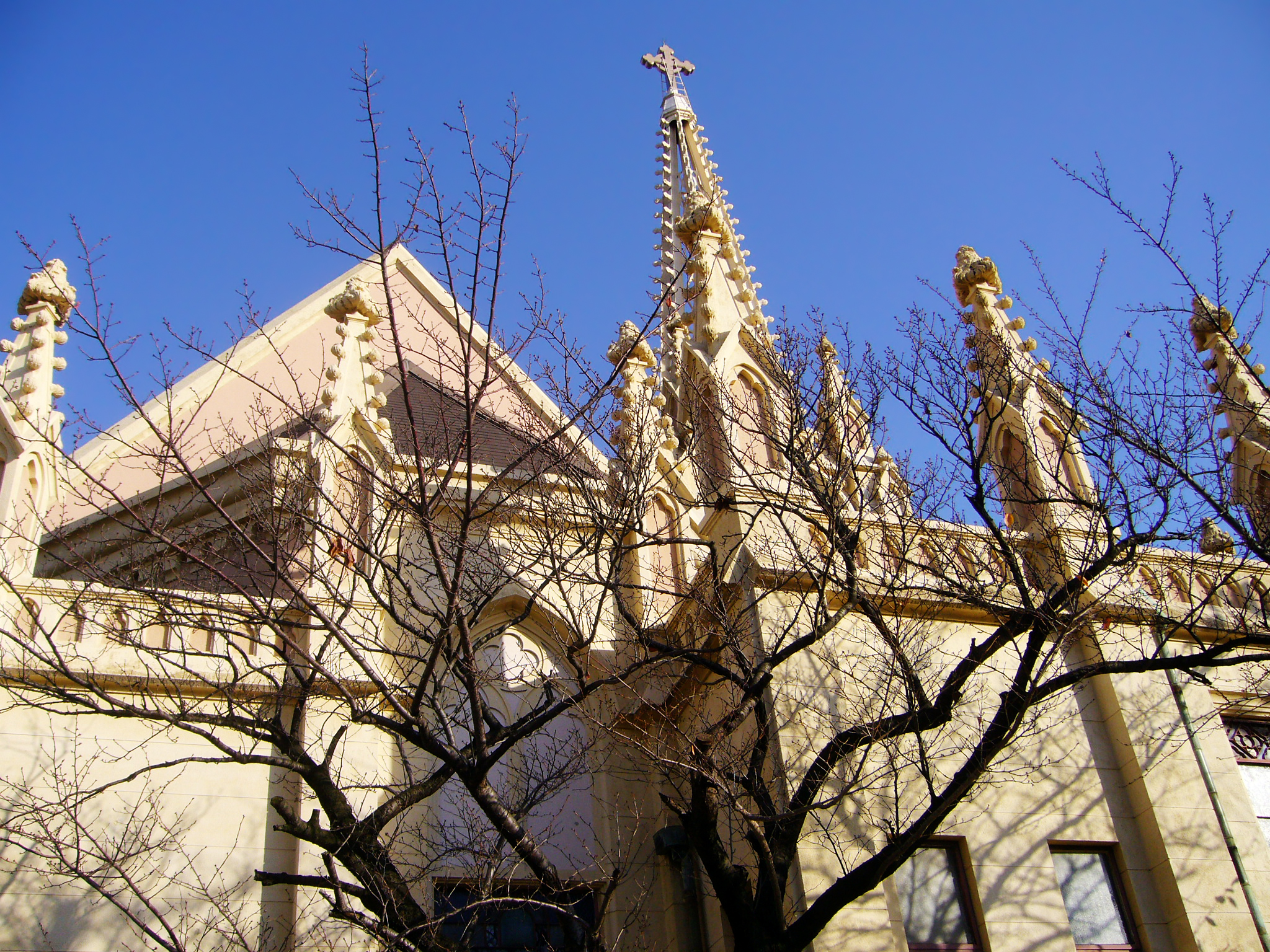
天主教夙川教會

- 夙川公園（日语：夙川公園）：：日本櫻名所100選之一
- 武田尾溫泉（日语：武田尾温泉）
- 新西宮遊艇港（日语：新西宮ヨットハーバー）：西日本最大的遊艇港
- 今津燈塔（日语：今津灯台）
- 阪神甲子園球場
- 甲子園會館（日语：甲子園会館）
- 舊辰馬喜十郎住宅（日语：旧辰馬喜十郎住宅）
- 西宮神社
- 廣田神社
- 天主教夙川教會
- 安妮玫瑰的教會（日语：アンネのバラの教会）

## 教育

### 大學
- 關西學院大學（西宮上原校區、西宮聖和校區）
- 大手前大學（櫻花夙川校區）
- 神戶女學院大學（日语：神戸女学院大学）
- 兵庫醫科大學（日语：兵庫医科大学）（西宮校區）
- 武庫川女子大學

## 姊妹、友好城市

### 日本
- 奄美市（鹿兒島縣）[5]
- 檮原町（高知縣高岡郡）

### 海外
- 斯波坎（美國华盛顿州斯波坎郡）
- 隆德里納（巴西巴拉那州）
- 绍兴市（中國浙江省）
- 洛特-加龍省及阿讓市（法國新阿基坦大區）

## 本地出身之名人
文學
- 四方田犬彦：文學學者、劇評家、作家。
- 我孫子武丸：作家、小說家。
- 清涼院流水：推理作家。
- 谷川流：小說家。
- 村上春樹：小說家，出生於京都市，2歲後至小學畢業前居住於西宮市。

演藝
- 蘆田愛菜：演員。
- 石川英郎：聲優。
- 堤真一：演員。
- 生瀨勝久：演員。
- 阪本奨悟：演員
- 藤原纪香：演員
- 松下優也：歌手、演員
- 村上文香：前NMB48成員
- 村田寬奈：模特兒、歌手
- 月亭方正：搞笑藝人
- 蘭壽Tomu：前寶塚歌劇團花組男役
- 名井南：韓國女團TWICE成員, 出生於美國德州聖安東尼奧比爾縣，一歲後居住於西宮市
- 愛繆：歌手
- 大西流星：日本團體浪花男子成員
- 鎮西壽壽歌：日本女子偶像團體FRUITS ZIPPER成員

體育
- 田口壯：棒球選手
- 別當薫：棒球選手
- 大村直之：棒球選手
- 戶澤陽: WWE 摔角手
- 村川大介：圍棋棋士

## 外部連結
- （日語） 西宮市政府的Facebook專頁
- （日語） 西宮市政府的X（前Twitter）
- 维基导游上有關西宮市（英文）的旅行指南
- OpenStreetMap上有關西宮市的地理